# Emerson Fittipaldi
Emerson Fittipaldi (født 12. december 1946) er en brasiliansk tidligere racerkører. Han var aktiv som professionel kører på topplan fra 1970-80 og vandt Formel 1-mesterskabet i 1972 og 1974. I 1984 genoptog Emerson Fittipaldi karrieren i mindre omfang i klassen Champ Car, hvor han vandt mestersterkabet i 1989. I denne perioden deltog han også i det spektakulære Indianapolis 500, som han vandt to gange (1989 og 1993). 